# Bellamya monardi
Bellamya monardi é uma espécie de gastrópode  da família Viviparidae.
Pode ser encontrada nos seguintes países: Angola e Namíbia.